# Grammia nervosa
Grammia nervosa là một loài bướm đêm thuộc phân họ Arctiinae, họ Erebidae.